# Comté de Bear Lake
Le comté de Bear Lake est l’un des 44 comtés de l’État de l’Idaho, aux États-Unis.
Siège : Paris. Plus grande ville : Montpelier.
Le comté a pris le nom d’un lac partagé à 50 % entre l’Idaho et l’Utah.

## Histoire
Paris a été la première implantation dans le comté en 1863, suivie de Montpelier l’année suivante. Le comté a été établi en 1893.

## Démographie
| 1880  | 1890  | 1900  | 1910  | 1920  | 1930  |
| ----- | ----- | ----- | ----- | ----- | ----- |
| 3 235 | 6 057 | 7 051 | 7 729 | 8 783 | 7 872 |

| 1940  | 1950  | 1960  | 1970  | 1980  | 1990  |
| ----- | ----- | ----- | ----- | ----- | ----- |
| 7 911 | 6 834 | 7 148 | 5 801 | 6 931 | 6 084 |

| 2000  | 2010  | 2020  | - | - | - |
| ----- | ----- | ----- | - | - | - |
| 6 411 | 5 986 | 6 372 | - | - | - |

## Géolocalisation
|                   | Comté de Caribou     |                            |
| Comté de Franklin | Comté de             | Comté de Lincoln (Wyoming) |
|                   | Comté de Rich (Utah) |                            |